# Diamantino dos Santos
Diamantino dos Santos, född 3 februari 1961, är en friidrottare från Brasilien. Han deltog vid olympiska sommarspelen 1988, olympiska sommarspelen 1992 och olympiska sommarspelen 1996.